# نبرد اوکیناوا (فیلم)
نبرد اوکیناوا (ژاپنی: (激動の昭和史 沖縄決戦 Gekidō no Shōwashi: Okinawa Kessen) فیلمی به کارگردانی کی‌هاچی اوکاموتو است که در سال ۱۹۷۱ منتشر شد. از بازیگران آن می‌توان به تتسورو تامبا اشاره کرد.